# Bajszos földigalamb
A bajszos földigalamb (Geotrygon mystacea) a madarak osztályának galambalakúak (Columbiformes) rendjéhez és a galambfélék (Columbidae) családjához tartozó  faj.

## Rendszerezése
A fajt Coenraad Jacob Temminck holland arisztokrata és zoológus írta le 1811-ben, a Columba nembe Columba mystacea néven.

## Előfordulása
Antigua és Barbuda, a Dominikai Köztársaság, Guadeloupe, Martinique, Montserrat, Puerto Rico (a fő sziget),  Saint Kitts és Nevis, Saint Lucia, a Szent Márton-sziget (francia partok), a Brit Virgin-szigetek, és az Amerikai Virgin-szigetek területén honos. 
Természetes élőhelyei a szubtrópusi és trópusi száraz erdők és síkvidéki esőerdők honos. Állandó, nem vonuló faj.

## Természetvédelmi helyzete
Az elterjedési területe kicsi, egyedszáma ugyan csökken, de még nem éri el a kritikus számot. A Természetvédelmi Világszövetség Vörös listáján nem fenyegetett fajként szerepel.